# 오스트리아령 실레시아
오스트리아령 실레시아(독일어: Österreichisch Schlesien, 체코어: Rakouské Slezsko, 폴란드어: Śląsk Austriacki)는 1742년부터 1918년까지 현재의 체코, 폴란드에 존재했던 공국이다. 정식 명칭은 오베르운트니더슐레지엔 공국(독일어: Herzogtum Ober- und Niederschlesien, 체코어: Vévodství Horní a Dolní Slezsko)이다.
1742년 오스트리아 왕위 계승 전쟁을 계기로 실레시아가 프로이센 왕국령 실레시아, 합스부르크 군주국령 실레시아로 분단되었으며 합스부르크령 실레시아는 보헤미아 왕국의 지배를 받았다. 1804년 오스트리아 제국에 편입되었고 1867년 오스트리아-헝가리 제국이 수립되면서 오스트리아-헝가리 제국의 구성국 가운데 하나가 되었다. 1918년 오스트리아-헝가리 제국이 제1차 세계 대전에서 패하면서 소멸되었다.